# Гарипов, Менсадык Гарипович
Менсады́к Гари́пович Гари́пов (16 февраля 1946, дер. Малая Бальзуга (ныне Татышлинский район Республики Башкортостан) — 12 октября 1998, Ижевск) — удмуртский российский художник, график, иллюстратор, народный художник Удмуртской Республики (1996), заслуженный художник РСФСР (1991). Лауреат Государственной премии Удмуртской АССР (1988).

## Биография
В 1967 окончил художественно-графический факультет Удмуртского государственного педагогического института. Служил в Советской армии (1967—1968).
Работал художником в пионерской газете «Дась лу!» («Будь готов!») в Ижевске. В 1970 поступил на заочное отделение факультета художественно-технического оформления печатной продукции Московского полиграфического института. Ученик у профессоров А. Д. Гончарова и Е. Б. Адамова.
В 1973 в издательстве «Удмуртия» вышла первая книга, оформленная художником. В 1991—1998 гг. преподавал на художественно-графическом факультете Удмуртского государственного университета.

## Творчество
М. Гари́пов — художник-иллюстратор детских книг, автор станковых офортов на тему удмуртских народных сказок и деревенского быта. Член Союза художников СССР с 1980.
В 1979—1980 гг. за работу над иллюстрациями к книге А. Клабукова «Моя азбука», получил поощрительный диплом на конкурсе «Искусство книги» Госкомиздата РСФСР. В 1984—1985 гг. работал над оформлением книги «Мифы, легенды и сказки удмуртского народа», за которую был награждён дипломом I степени на конкурсе «Искусство книги» Госкомиздата РСФСР и СССР. Книга была высоко оценена в Удмуртии.
Умер в 1998 г. в Ижевске.

## Память
В дер. Бигинеево Татышлинского района Башкирии средняя школа, которую окончил М. Гарипов, носит его имя.